# Герб Західнокапської провінції
Герб Західнокапської провінції — офіційний геральдичний символ ЗахідноКапської провінції Південно-Африканської Республіки. Використовується з 1998 року.

## Історія
Західнокапська провінція — одна з трьох провінцій, на які була поділена колишня Капська провінція в 1994 році. Складається із західних і південних районів колишньої провінції.

## Блазон
Герб був розроблений Державним геральдом Фредеріком Бравнелом, затверджений законодавчим органом провінції та зареєстрований у Геральдичному бюро в 1998 році. Офіційний герб має такий опис:

- Срібний щит має перевернуте синє вістря, обтяжене глиняним золотим горщиком койсанів з конічною основою та двома горизонтально приробленими виступами, між червоним якорем і синім гроном винограду із зеленим листям.
- Щит покритий коронеткою, що має золотий вінчик, прикрашений бісерною вишивкою з червоно-блакитним відступом і шістьма квітками золотими протеї, усіяні сріблом, що чергується з такою ж кількістю золотих кілець.
- Щитотримачі: зправа квагга (Equus quagga quagga), а зліва бонтебок (Damasileus dorcas dorcas).
- Спеціальна основа: стилізоване зображення лазурної Столової гори із золотою стрічкою із загнутими кінцями у вигляді двох страусиних пір'їнок.
- Девіз: SPES BONA (Добра надія).

Синій і білий — кольори Західної Капської провінції; якір натякає на стару назву «Мис Доброї Надії», виноград відноситься до сільського господарства, а глиняний горщик — до племені кой, які жили в цьому регіоні тисячі років.